# Phaeotheca triangularis
Phaeotheca triangularis är en svampart som beskrevs av de Hoog & Beguin 1997. Phaeotheca triangularis ingår i släktet Phaeotheca, ordningen Capnodiales, klassen Dothideomycetes, divisionen sporsäcksvampar och riket svampar.   Inga underarter finns listade i Catalogue of Life.